# WaterCar Panther
WaterCar Panther – komercyjna amfibia produkcji firmy WaterCar z siedzibą w Kalifornii. Jego nadwozie z włókna węglowego i chromowanej stali nierdzewnej zostało stworzone na podstawie Jeepa Wranglera. Silnik 3.7 V6, montowany również w drugiej generacji Acury MDX, zasilany benzyną bezołowiową, jest używany na lądzie, natomiast na wodzie używany jest silnik Panther Jet. Na lądzie osiąga 137 km/h, a na wodzie 72 km/h. Na wodzie koła unoszą się poprzez użycie patentu firmy, czyli specjalnego układu hydraulicznego. Wnętrze Panthera zostało wykonane z materiału odpornego na słoną wodę.

## Galeria

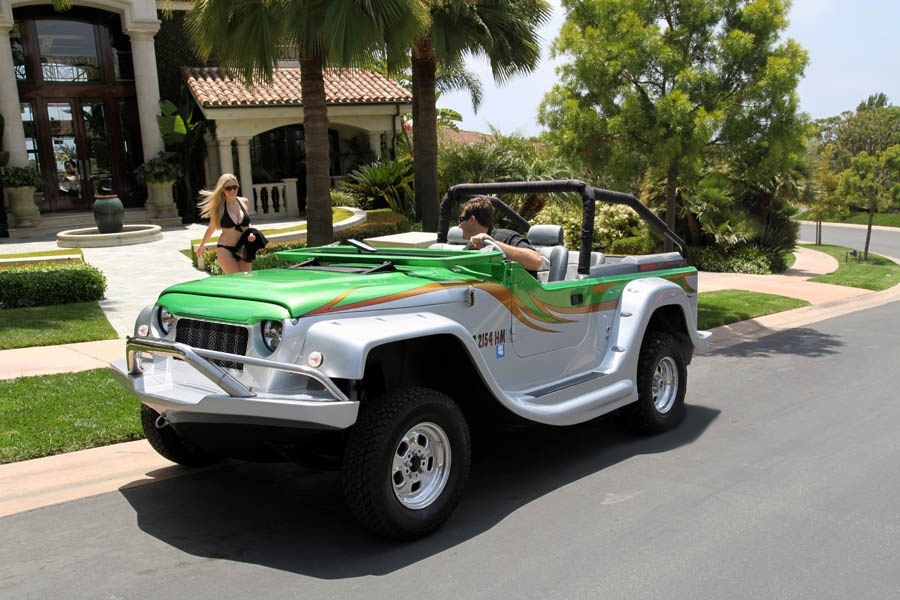
Panther na lądzie
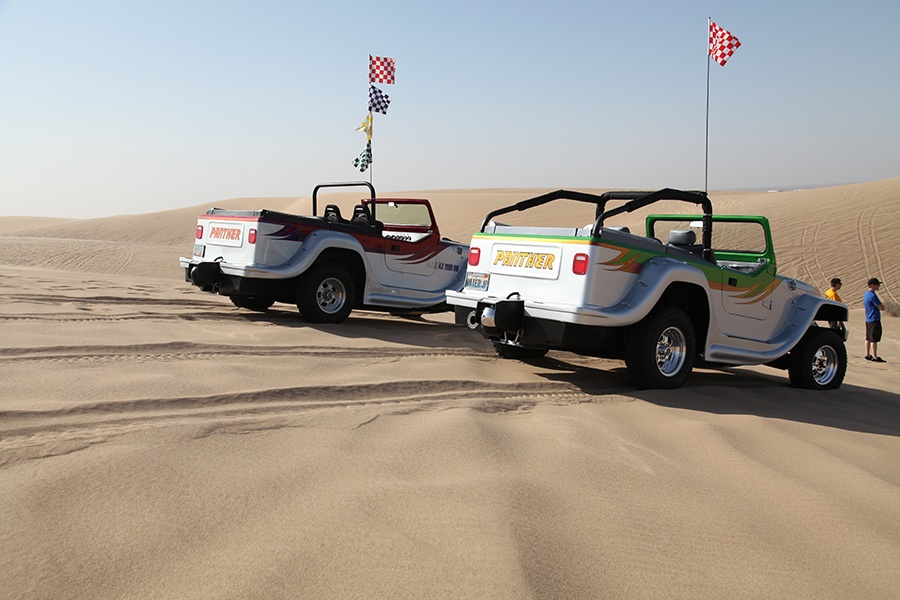
Panther - widok z tyłu